# Cottage Grove (Oregon)
Cottage Grove – miasto w Stanach Zjednoczonych, w stanie Oregon, w hrabstwie Lane.